# О Сан-ук
В това корейско име фамилията е О.
О Сан-ук (на корейски: 오상욱) e южнокорейски фехтовач. Състезава се със сабя, десничар. О е двукратен отборен олимпийски шампион през 2020 г. и 2024 г. и индивидуален олимпийски шампион от Олимпиадата в Париж. Има също така пет златни и един сребърен медали от Световни първенства по фехтовка.

## Биография
О е роден на 30 септември 1996 г. в Теджън, Южна Корея. Учи в спортна гимназия и се присъединява към националния отбор по фехтовка на Южна Корея когато е едва на 19 години.